# Fanny (film 1933)
Fanny è un film del 1933 diretto da Mario Almirante.

## Produzione
Girato negli stabilimenti Cines con la registrazione sonora R.C.A. Photophone, curata dal tecnico del suono Pietro Rossi, con il soggetto tratto dalla commedia di Marcel Pagnol, sceneggiata da Matarazzo e De Stefani, il film uscì nelle sale nell'ottobre del 1933.

## Accoglienza
Filippo Sacchi, nelle pagine del Corriere della Sera, del 19 ottobre 1933 «De Sanctis e Picasso bastano a legare l'interesse e, in più di un punto l'emozione del pubblico. Specie nell'episodio finale raggiungono entrambi dei forti effetti. Naturalmente si tratta di effetti esclusivamente teatrali. Qui non c'è stato nemmeno il più tiepido tentativo da parte del direttore Almirante di inquadrare cinematograficamente la loro azione»